# Cicle biològic diploide

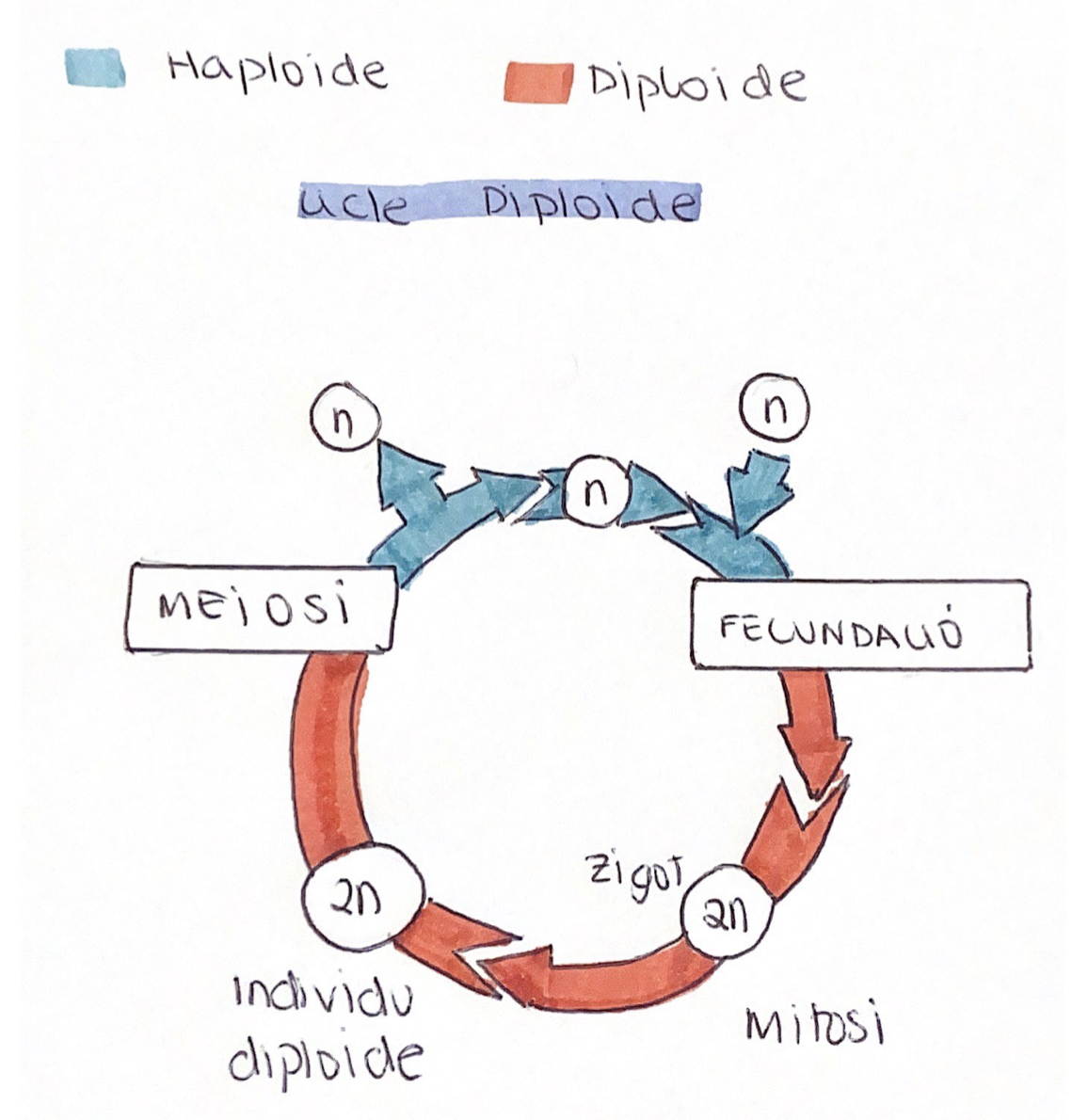
Cicle biològic diploide

 Un cicle biològic és el conjunt de canvis que tenen lloc en un organisme des de la seva formació fins que es torna a reproduir. Aquest tipus de cicles només són aplicables a organismes amb reproducció sexual. Hi ha tres tipus de cicles biològics segons el moment en què es fa la meiosi: cicle haploide, diploide i cicle de la vida diplohaploide. 

El cicle de la vida diplont o diploide és un cicle reproductor que es produeix en espècies que només tenen individus diploides. L'adult diplont, el qual té 2 dotacions cromosòmiques, es reprodueix sexualment per donar lloc a un zigot diplont (2n cromosomes). En altres paraules, un adult diploide genera per meiosi gàmetes haploides que, en ajuntar-se, generen un zigot diploide el qual, per mitosi, acaba generant un adult diploide. Aquest cicle el presenten gairebé tots els animals, molts protozous, i algunes algues i fongs. 
En primer lloc, un adult diploide genera a través de meiosi gàmetes haploides, els quals tenen una sola dotació cromosòmica (n cromosomes).Aquest procés de formació de cèl·lules sexuals implica que durant la meiosi es produeixi una recombinació a l'atzar de gens entre una cromàtide d'un cromosoma i una altra del cromosoma homòleg. Les cromàtides recombinades resultants són diferents entre si, és a dir, tenen diferents al·lels, però no perden informació. Depenent del sexe dels adults, els gàmetes que es generen són diferents. Si l'adult és un mascle, el gàmeta que produirà serà un espermatozou o espermatozoide; si l'adult és femella, el gàmeta corresponent serà un òvul. Mitjançant la fecundació, dos gàmetes haploides de sexe oposat s'ajunten per donar lloc a un zigot diploide (2n cromosomes), que té una dotació de cromosomes del pare i una altra de la mare. A través de processos mitòtics el zigot creix i acaba generant un adult diploide. Per tant, el cicle diploide està format per cèl·lules diploides durant tot el procés excepte en els gàmetes.

## Avantatges i desavantatges de la reproducció sexual
La reproducció sexual genera individus genèticament diferents dels seus progenitors. La variabilitat dels descendents, malgrat que pot implicar el naixement d'individus amb menys capacitat de supervivència, és un avantatge per a l'espècie, ja que permet que, davant d'un canvi imprevisible de les condicions ambientals, puguin existir alguns individus amb probabilitats de sobreviure. Per això són escasses les espècies pluricel·lulars que no presenten algun cas de reproducció sexual.
La variabilitat de la descendència en la reproducció sexual és deguda a diverses causes:

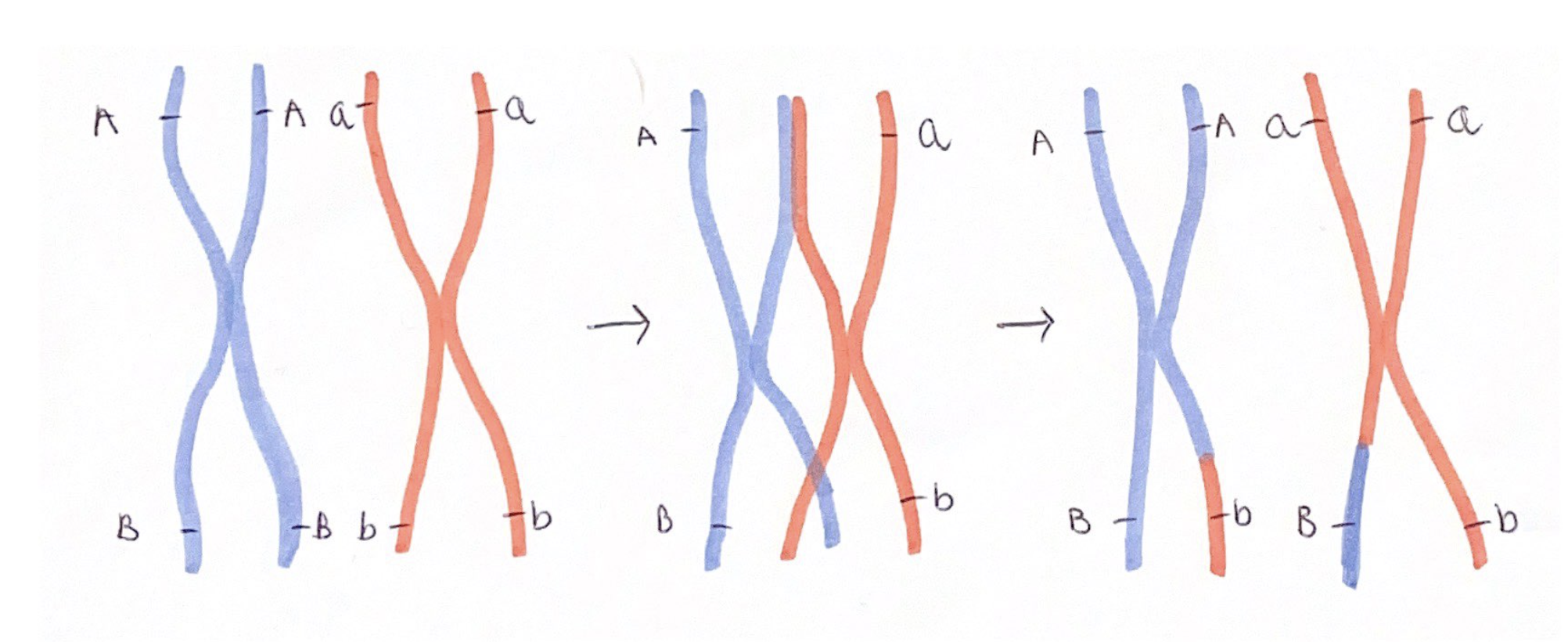
Entrecreuament de cromosomes homòlegs

- Recombinació de gens a l'atzar: Durant la meiosi, es produeix una recombinació a l'atzar de gens entre una de les dues cromàtides d'un cromosoma, i una altra del cromosoma homòleg. Els cromosomes homòlegs són els que tenen gens amb informació sobre els mateixos caràcters. Les cromàtides recombinades resultants són diferents entre si, tenen diferents al·lels però no perden informació. En els éssers diploides, dels dos cromosomes homòlegs l'un és heretat del pare i l'altre de la mare. Es produeix a la profase I de la meiosi, concretament al paquitè.
- Combinació a l'atzar de cromosomes (segregació a l'atzar): Durant la formació dels gàmetes es produeixen combinacions a l'atzar de cromosomes. Aquest fenomen és degut al fet que cadascuna d'aquestes cèl·lules tan sols rep un exemplar, a l'atzar, de cada tipus de cromosoma, el patern o el matern. Per aquest motiu, els gàmetes també són diferents entre si. Es produeix a la metafase II de la meiosi quan els cromosomes es disposen individualment a la placa equatorial i cada cromàtide mira cap a un pol de la cèl·lula.
- Atzar a la fecundació: Donat que el nou individu es forma a partir de la unió de dues cèl·lules sexuals (gàmetes), també hi ha la influència de l'atzar en la fecundació. Per exemple, en els animals, dels milions d'espermatozoides emesos tan sols un fecunda l'òvul, potser no el millor sinó el que es troba per atzar més a prop.

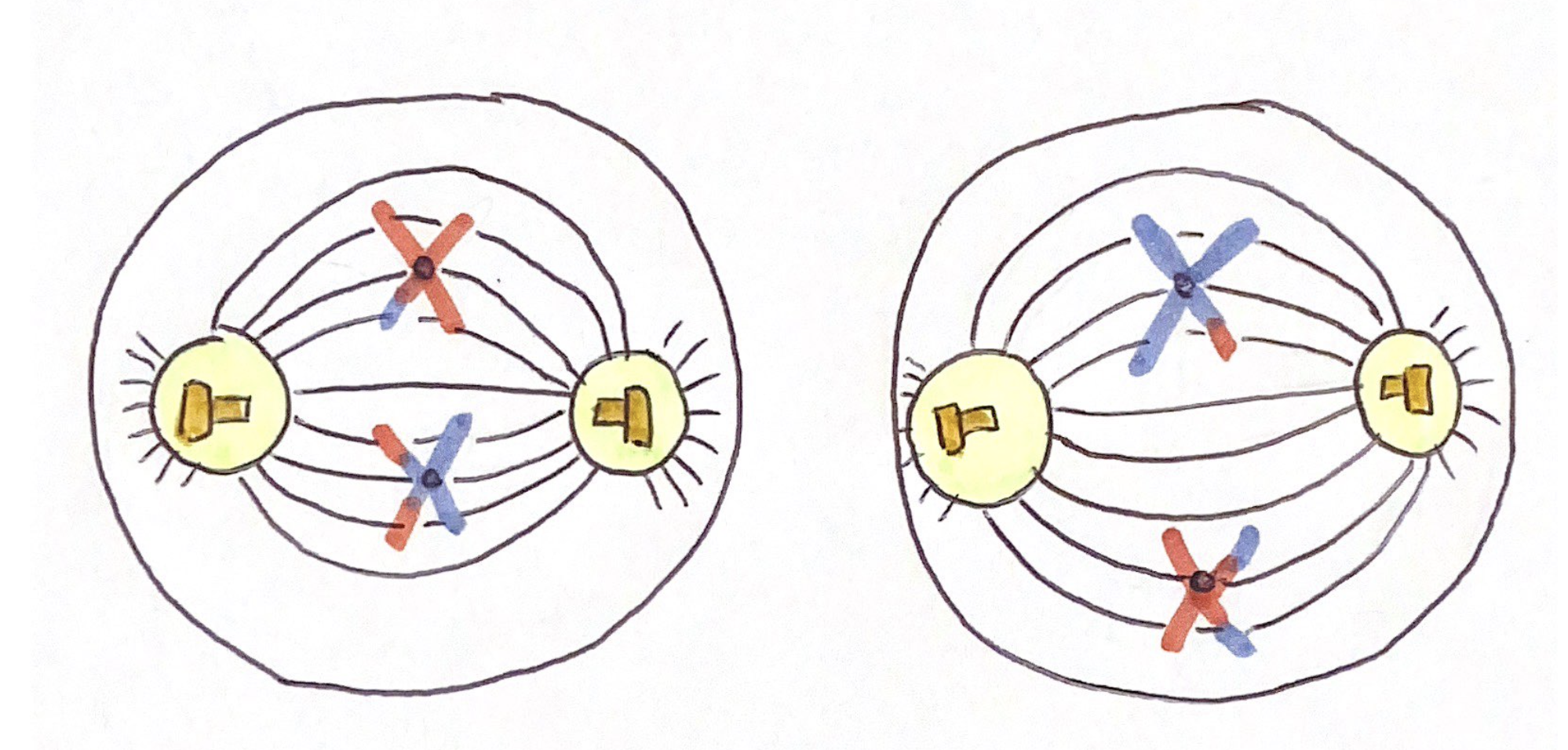
Combinació a l'atzar de cromosomes

Un altre avantatge és el fet que els éssers diploides tenen dos gens per cada caràcter, anomenats gens al·lels. Aquest és un avantatge sobre els éssers haploides, ja que permet la supervivència de l'individu encara que un dels gens sigui defectuós. En aquest cas, la mort de l'individu només es pot donar quan s'hereten dos al·lels defectuosos.
La reproducció sexual presenta dos desavantatges respecte de la reproducció asexual. En primer lloc, si l'ambient és invariable, és més convenient per a l'espècie generar individus idèntics als progenitors, ja que aquests ja estan perfectament adaptats al medi. En segon lloc, la reproducció sexual es dona a partir de la unió de dos gàmetes de sexe diferent; això comporta dificultats en la trobada, l'aparellament, la fecundació i el desenvolupament embrionari. A més a més, cal destacar que en espècies dioiques només la meitat de la població produeix descendents; la necessitat de trobar parella implica una baixa capacitat dispersiva.
Com a conclusió, la reproducció sexual presenta una estratègia òptima en ambients inestables o amb forta competència, també enfront de canvis ambientals.